# Svenska brandslangsfabriken

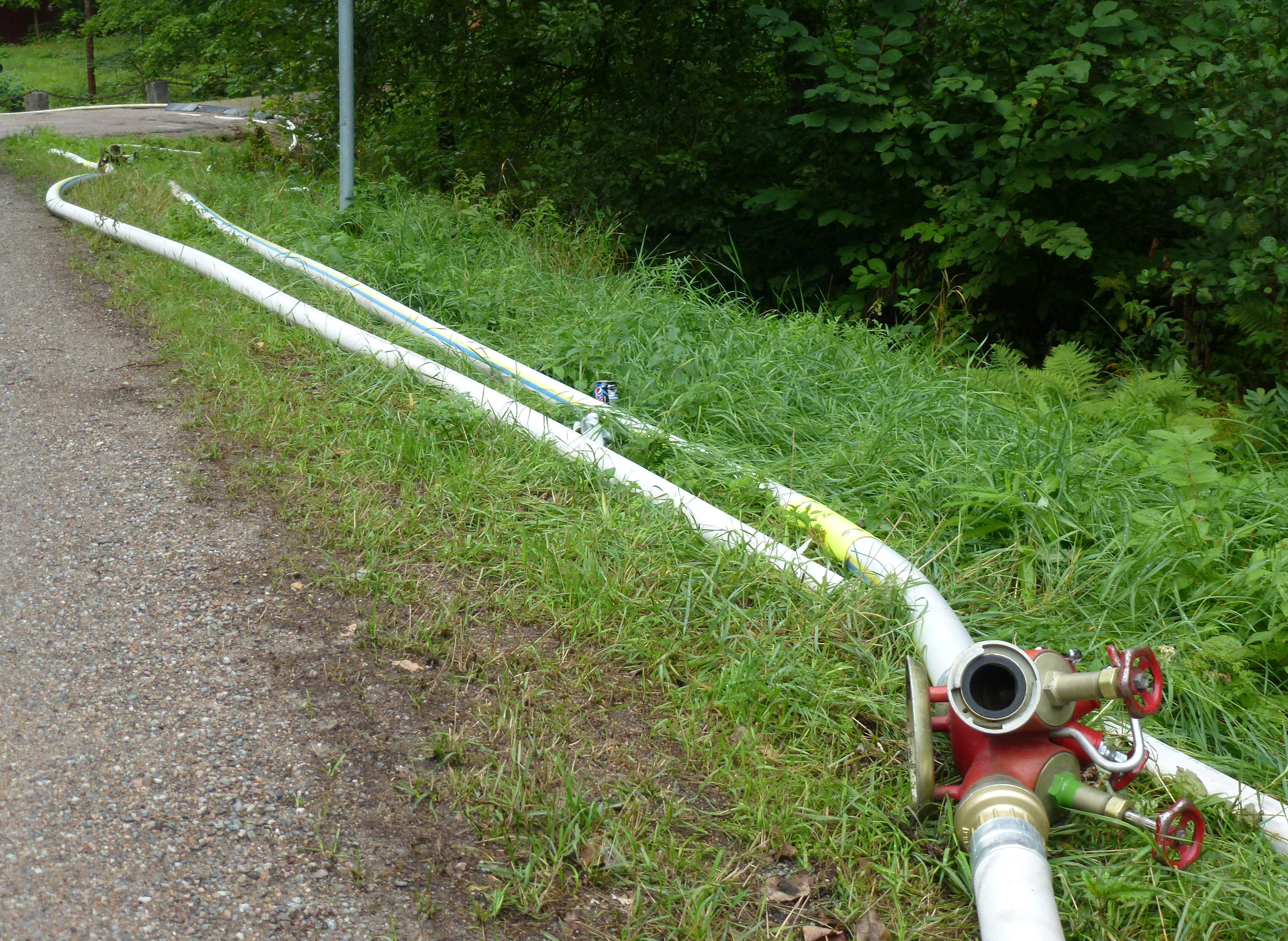
Utlagd brandslang vid Skogsbranden i Västmanland 2014

Svenska brandslangsfabriken AB är en svensk tillverkare av brandslang. Det är den enda tillverkaren i Norden av den typ av brandslang, som normalt används av brandkårer: rundvävd, flatrullad formstabil vävslang. Förutom brandslang säljer företaget slangarmatur och andra kompletterande produkter.
Svenska brandslangsfabriken ligger i Skene. Fabriken har tillverkat brandslang sedan 1930-talet. Den förvärvades 2017 av Beijer Tech AB, som är ett dotterbolag till Beijer Alma.